# مصارعة شوت

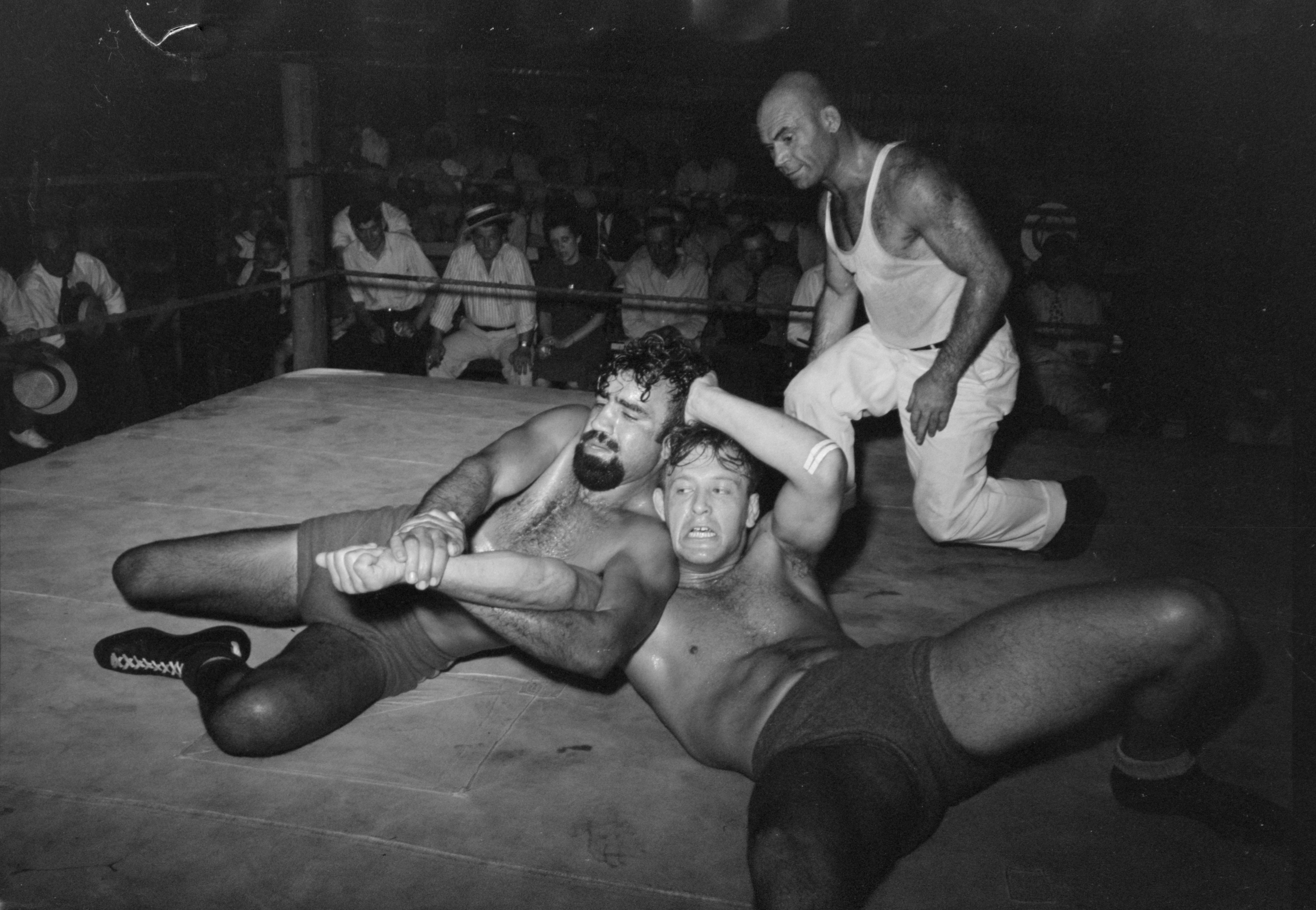
مصارعة شوت

مصارعة شوت (بالإنجليزية: Shoot wrestling)‏ هي رياضة قتالية نشأت في حلبة المصارعة المحترفة اليابانية (بوروريسو) في السبعينيات.